# Fritz lebt – Geheimtäter und Viehlosoph
Fritz lebt – Geheimtäter und Viehlosoph ist ein Dokumentarfilm von Elke Baur aus dem Jahr 1994.

## Inhalt
Der Dokumentarfilm von Elke Baur beschreibt das Leben von Fritz Levy, dem einzigen Juden Jevers, der nach dem Holocaust in seine Heimatstadt zurückgekehrt ist. Die Regisseurin verknüpfte historisches Archivmaterial mit dokumentarischen Bildern und szenischen Elementen zu einer Hommage an Levy. Die Interviews mit Levys Zeitgenossen werden durch einen Off-Erzähler verbunden. Das Ergebnis ist auch ein Porträt der Gesellschaft.

## Filmauswertung
1994 produziert, wurde Fritz lebt – Geheimtäter und Viehlosoph zunächst in ausgewählten deutschen Kinos gezeigt. Mehrfach wurde der Film seitdem im deutschen Fernsehen ausgestrahlt. 2010 ist der Dokumentarfilm beim Verlag Filmsortiment.de auf DVD erschienen.

## Auszeichnungen
Fritz lebt – Geheimtäter und Viehlosoph wurde von der Filmbewertungsstelle Wiesbaden mit dem Prädikat „Wertvoll“ ausgezeichnet.